# Saint-Mexme-les-Champs
Saint-Mexme-les-Champs - dawna gmina francuska departamentu Indre i Loara. Utworzona w 1789, została  przyłączona do gminy Chinon w okresie 1790-1794.